# Adidas Grand Prix 2013
Adidas Grand Prix 2013 – mityng lekkoatletyczny, który odbył się 25 maja w Nowym Jorku. Zawody były trzecią odsłoną prestiżowej Diamentowej Ligi w sezonie 2013.

## Rezultaty

### Mężczyźni
| Konkurencja:               | 1. miejsce        | Rezultat           | 2. miejsce             | Rezultat    | 3. miejsce           | Rezultat    |
| Bieg na 100 m              | Tyson Gay         | 10,02              | Ryan Bailey            | 10,15 SB    | Keston Bledman       | 10,16       |
| Bieg na 200 m              | Warren Weir       | 20,11 SB           | Alonso Edward          | 20,38 SB    | Jeremy Dodson        | 20,65       |
| Bieg na 400 m              | Josh Mance        | 45,59              | Kevin Borlée           | 45,71 SB    | Jeremy Wariner       | 45,72       |
| Bieg na 800 m              | David Rudisha     | 1:45,14            | Andrew Osagie          | 1:46,44     | Timothy Kitum        | 1:46,93     |
| Bieg na 5000 m             | Hagos Gebrhiwet   | 13:10,03 WL WJL SB | Vincent Kiprop Chepkok | 13:15,51 SB | Ibrahim Jeilan       | 13:16,46 SB |
| Bieg na 110 m przez płotki | Ryan Brathwaite   | 13,19 SB           | Orlando Ortega         | 13,24       | Siergiej Szubienkow  | 13,29 SB    |
| Bieg na 400 m przez płotki | Michael Tinsley   | 48,43 SB           | Javier Culson          | 48,53       | Johnny Dutch         | 48,78       |
| Trójskok                   | Benjamin Compaoré | 16,45              | Christian Taylor       | 16,42       | Gaëtan Saku Bafuanda | 16,15       |
| Pchnięcie kulą             | Ryan Whiting      | 21,27              | Reese Hoffa            | 20,69       | Cory Martin          | 20,60 SB    |

### Kobiety
| Konkurencja:                  | 1. miejsce              | Rezultat       | 2. miejsce          | Rezultat   | 3. miejsce           | Rezultat |
| Bieg na 100 m                 | Aleen Bailey            | 11,37          | Mikele Barber       | 11,39      | Lekeisha Lawson      | 11,44    |
| Bieg na 200 m                 | Veronica Campbell-Brown | 22,53 SB       | Anneisha McLaughlin | 22,63 SB   | Shalonda Solomon     | 22,91 SB |
| Bieg na 400 m                 | Amantle Montsho         | 49,91 MR       | Natasha Hastings    | 50,24 SB   | Francena McCorory    | 51,06    |
| Bieg na 1500 m                | Abeba Aregawi           | 4:03,69        | Hellen Obiri        | 4:04,84 SB | Brenda Martinez      | 4:06,25  |
| Bieg na 3000 m z przeszkodami | Lidya Chepkurui         | 9:30,82        | Etenesh Diro Neda   | 9:33,76    | Sofia Assefa         | 9:33,84  |
| Skok wzwyż                    | Blanka Vlašić           | 1,94 =MR SB    | Emma Green Tregaro  | 1,91 SB    | Brigetta Barrett     | 1,91     |
| Skok o tyczce                 | Jennifer Suhr           | 4,63           | Fabiana Murer       | 4,53 SB    | Yarisley Silva       | 4,53     |
| Skok w dal                    | Janay DeLoach           | 6,79 MR        | Shara Proctor       | 6,72       | Éloyse Lesueur       | 6,67 SB  |
| Rzut dyskiem                  | Sandra Perković         | 68,48 WL MR SB | Gia Lewis-Smallwood | 61,86      | Mélina Robert-Michon | 61,45 SB |
| Rzut oszczepem                | Christina Obergföll     | 65,33 SB       | Marija Abakumowa    | 64,25      | Kimberley Mickle     | 63,93 SB |

## Rekordy
Podczas mityngu ustanowiono 1 krajowy rekord w kategorii seniorów:
| Zawodnik     | Reprezentacja | Konkurencja                        | Rezultat |
| ------------ | ------------- | ---------------------------------- | -------- |
| Rolanda Bell | Panama        | bieg na 3000 metrów z przeszkodami | 9:58,49  |